# Avenida Perú (Lima)
La avenida Perú es una de las principales avenidas del área metropolitana de Lima, en el Perú. Se extiende de este a noroeste, en los distritos de San Martín de Porres y Callao, a lo largo de 50 cuadras.
Es una de las principales avenidas de Lima Norte y del distrito de San Martín de Porres.
Por ser una de las avenidas más transitadas y recordadas del distrito de San Martín de Porres, la vía se ha convertido como en un "símbolo" del distrito.

## Recorrido
Inicia en el jirón Riobamba. Pasa por una zona altamente comercial, cruza la avenida Universitaria en un bypass elevado. Más allá, se encuentra la Plaza de Armas de San Martín de Porres, algunos colegios y comercios menores.
Finaliza en la avenida Tomás Valle, siguiendo el trazo de su recorrido en la avenida Japón (ex Alejandro Bertello Bollati).